# Clarence Nilsson
Sixten Clarence Nilsson, född den 30 september 1923 i Älvkarleby församling, Uppsala län, död den 20 juni 1999 i Uppsala, var en svensk präst. Han var far till Stefan Nilsson.
Nilsson avlade studentexamen i Uppsala 1944, teologisk-filosofisk examen vid Uppsala universitet 1945, teologie kandidatexamen där 1947, filosofie kandidatexamen 1954 och filosofie licentiatexamen 1962. Han promoverades till filosofie doktor 1964. Nilsson var universitetslektor i statskunskap vid Uppsala universitet 1962–1970, gymnasieinspektör 1966–1970, lärare i kateketik vid Uppsala universitet 1960–1966, i kyrkorätt 1970–1979. Han var inspektor för Uplands nation 1967–1979 och hedersledamot där. Nilsson prästvigdes för Uppsala ärkestift 1947. Han var pastorats- och kyrkoadjunkt i Uppsala 1947–1962, domprost i Uppsala domkyrkoförsamling 1970–1990 och extra ordinarie hovpredikant från 1986. Nilsson var ordförande i Stiftelsen Andreas Ands minne, styrelseledamot i Samariterhemmet, ombud vid kyrkomötena 1975, 1979, 1982 och 1983–1985. Han publicerade Sam Stadener som kyrkopolitiker (doktorsavhandling 1964) samt läroböcker i religions- och samhällskunskap. Nilsson tilldelades Stefansmedaljen 1990. Han vilar på Uppsala gamla kyrkogård.